# Аландский конгресс
Аландский конгресс 1718—1719 годов — двухсторонние, без посредничества третьих держав, переговоры между Россией и Швецией, проводившиеся с мая 1718 по октябрь 1719 года на Аландских островах на острове Вордё (местечко Лёвё) с целью окончания Северной войны. Со стороны России уполномоченными были Я. Брюс, А. И. Остерман и П. Ягужинский, со стороны Швеции — Гёрц и Юлленборг. Для проведения переговоров был построен «город» (сопоставимый с небольшими шведскими городами того времени), состоявший из русской и шведской половин, а также общего зала для ведения переговоров. Провизию для русской делегации доставляли из Петербурга и Финляндии, для шведской — из Стокгольма. 
Исходя из ухудшающегося положения Швеции, Карл XII, которого не было в Стокгольме, решил приступить к мирным переговорам, которые и состоялись в мае. Русскими уполномоченными был предложен обширный проект мирного договора из 23 пунктов и 10 «сепаратных артикулов». В них содержалось провозглашение мира и дружбы между обоими государствами; а также присоединение к России всех, кроме Финляндии, земель, захваченных русскими войсками, а именно: Ингрии, Ливонии, Эстляндии и города Выборга в Финляндии, а также шведского побережья Ладоги, предлагая также Швеции свободу торговли и мореплавания. Для своих союзников царь ставил условия: оставить короля Августа II на польском престоле, а прусскому королю уступить Штетин с округой. Дании и Соед. Корлевству Пётр предоставлял право присоединиться к Договору, при этом в компенсацию за уступленные России территории шведы должны были получить земли, захваченные у Дании, в том числе и Норвегию.
Летом 1718 года Герц отправился в Стокгольм для консультаций со своим королём и, возвратившись на Аландские острова, объявил о непременном желании своего короля утвердить польским королём ставленника Швеции и Франции Станислава Лещинского, а для вознаграждения Швеции за уступаемые России земли Герц предполагал присоединить к Швеции также мекленбургские земли. Пётр готов был пожертвовать Августом, который в своих прежних отношениях к своему союзнику показал достаточно вероломства. Помимо этого, после подписания перемирия Пётр соглашался выделить Карлу XII 20 тысяч человек для военных действий против Ганновера, захватившего принадлежавшие Швеции герцогства Бремен и Верден. Карл XII настаивал на совместных военных действиях и против союзника России в Северной войне — Дании, на что Пётр I ответил решительным отказом.
В сентябре русские уполномоченные узнали, что в Стокгольме существует сильная партия, удерживающая короля от уступок и обвиняющая Герца в продажности во вред королевским интересам. Герц ради доказательств своей преданности Швеции просил Петра освободить пленного шведского генерала Реншильда. Пётр согласился с условием освобождения шведами двух пленных русских генералов — Головина и князя Трубецкого.
Остерман, человек хитрый, понимал слабые стороны врагов, с которыми вёл переговоры, понимал и всех соседей, которых дела соприкасались с Северной войной. Царю он докладывал:

«Король шведский, — человек, по-видимому, в несовершенном разуме; ему — лишь бы с кем-нибудь драться. Швеция вся разорена, и народ хочет мира. Королю придется с войском куда-нибудь выступить, чтоб за чужой счет его кормить; он собирается в Норвегию. Ничто так не принудит Швецию к миру, как разорение, которое причинило бы русское войско около Стокгольма. Король шведский, судя по его отваге, должен быть скоро убит; детей у него нет, престол сделается спорным между партиями двух германских принцев: гессен-кассельского и голштинского; чья бы сторона ни одержала верх, она будет искать мира с вашим величеством, потому что ни та, ни другая не захочет ради Лифляндии или Эстляндии потерять своих немецких владений».

Переговоры были прерваны гибелью в декабре 1718 года Карла XII.
С приходом к власти нового шведского правительства переговоры возобновились в феврале 1719 года, но Швеция, поддерживаемая находящимся на Балтике английским флотом, не хотела уступать Лифляндию. При этом русские уполномоченные соглашались на уплату за неё шведам 1 млн рублей или предлагали её временный переход к России сроком на 20-30 лет. Для воздействия на шведов русские предприняли высадку в Швеции десанта, но шведы не уступали, и конгресс закончился безрезультатно.
Несмотря на безуспешный итог конгресса, на нём были определены русские территориальные требования и выдвинута мысль о союзе России и Швеции после окончания войны. Условия мира, предлагавшиеся русскими на Аландском конгрессе, были мягче условий Ништадтского мирного договора 1721 года, закончившего в итоге Северную войну.